# UCI Gravel World Series 2022
Die UCI Gravel World Series 2022 war die erste Austragung dieser Serie von Gravelrennen. Sie wurde im Herbst 2021 vom Radsport-Weltverbands UCI angekündigt und sollte vor allem als Qualifikation für die ebenfalls neu geschaffenen Gravel-Weltmeisterschaften 2022 dienen. Die Serie bestand aus 11 Rennen in aller Welt; ein weiteres, ursprünglich geplantes Rennen in den Vereinigten Staaten wurde wieder abgesagt. Die Teilnehmer wurden bei Männern und Frauen gesondert nach Altersgruppen 19–34, 35–39, 40–44 etc. eingeteilt. Bei jedem Rennen erhielten die besten 25 Prozent einer Altersgruppe das Recht, an den Weltmeisterschaft teilzunehmen.

## Resultate
Die Serie ging von April bis September 2022, bevor Anfang Oktober die Gravel-Weltmeisterschaften 2022 im italienischen Cittadella stattfanden. Die schnellsten Fahrer über alle Altersgruppen hinweg waren jeweils wie folgt:
| Datum         | Ort             | Veranstaltung            | Sieger              | Siegerin          |
| ------------- | --------------- | ------------------------ | ------------------- | ----------------- |
| 3. Apr. 2022  | Bongabon        | UCI Gravel Philippines   | Riemon Lapaza       | Melissa Jaroda    |
| 15. Mai 2022  | Nannup          | Seven                    | Adam Blazevic       | Maria Madigan     |
| 5. Juni 2022  | Millau          | Wish One Gravel Race     | Niki Terpstra       | Tessa Neefjes     |
| 18. Juni 2022 | Świeradów-Zdrój | Gravel Adventure         | Christian Kreuchler | Maja Włoszczowska |
| 25. Juni 2022 | Fayetteville    | Highlands Gravel Classic | Andrew Evans        | Lenny Ramsey      |
| 20. Aug. 2022 | Halmstad        | Gravel Grit n Grind      | Jasper Ockeloen     | Svenja Betz       |
| 27. Aug. 2022 | Houffalize      | Houffa Gravel            | Jasper Ockeloen     | Tessa Neefjes     |
| 3. Sep. 2022  | Quattordio      | La Monsterrato           | Piotr Havik         | Svenja Betz       |
| 4. Sep. 2022  | Beechworth      | Gravelista               | Adam Blazevic       | Justine Barrow    |
| 17. Sep. 2022 | Veenhuizen      | Gravel One Fifty         | Andreas Stokbro     | Carolin Schiff    |
| 18. Sep. 2022 | Ponts           | Hutchinson Ranxo Gravel  | Carlos Verona       | Marta Romeu       |